# غولوم

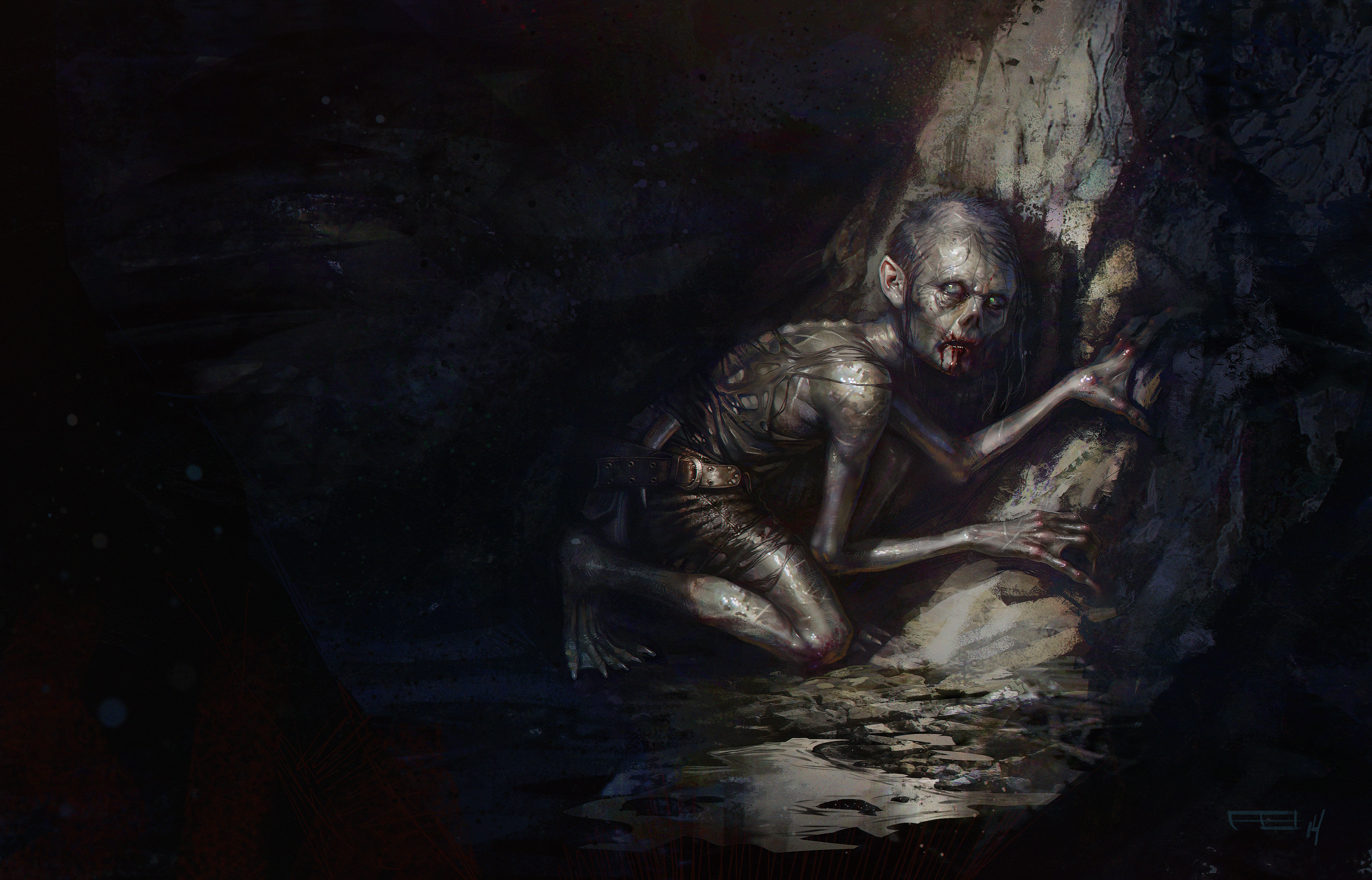
غولوم

غولوم شخصية خيالية لمسخ في ملحمة سيد الخواتم للمؤلفه ج.ر.ر.تولكين. كان أحد الهوبيت وكان اسمه (سميجل) حصل على الخاتم عندما كان يصطاد مع صديقه. وجد صديقه الخاتم في سمكة فأراد سميغل اخذه ولكن صديقه رفض فقام بقتله. وظل سنوات يمسك الخاتم ناظرا إليه إلى أن تحول إلى هذا الشكل وفقد كل شيء حتى اسمه وكرامته حيث عاش وحيدا في كهف رطب تحت الأرض وأصبح يكرر دائما كلمة «غولوم» ومن هنا سمي غولوم. ثم فقد الخاتم من بين يديه حيث وجده بيلبو باجنز ومن ثم أكمل الخاتم الخاتم مشواره مع فرودو باجينز وهو حفيده الذي حاول تدميره ولكن غولوم حاول منعه فلقي مصرعه بعد أن سقط في الحمم الملتهبة هو والخاتم في نهاية الجزء الثالث.
ويعتبر من شخصيات الرواية المهمة حيث أن له دور كبير في تغيير مجريات
الرواية مثلا هو الذي خدع فرودو بترك سام والذهاب إلى الكهف مع أن فرودو
لم يوافق بابداية ولكن غولوم أقنعه بأن يدخل مع أنه كان هناك عنكبوت قاتلة ساكنة في الكهف ولكن سام أنقذه بهدية من الآلف (الجن) فقتل العنكبوت وبعض الأورك ولولا غولوم لما استطاع فرودو إلقاء الخاتم مع العلم أن غولوم عض إصبعه فقطعه الأمر الذي أدى إلى تحرير فرودو من سيطرة الخاتم إلقائه انظر (فرودو باجنز)